# Faro de Punta Albir
El faro de Punta Albir es un faro situado en la localidad alicantina de Alfaz del Pi. Fue inaugurado el 30 de abril de 1863, siguiendo el proyecto de 1855 del ingeniero Antonio Molina. En sus inmediaciones se encuentran las ruinas restauradas de la torre Bombarda, una torre de vigilancia del siglo XVI de cuatro metros de altura que servía para avisar de los frecuentes ataques de los piratas berberiscos.

## Historia
En el año 2011 fue restaurado y ahora se utiliza como un centro de interpretación que incluye una sala de exposiciones de arte, colecciones vinculadas a la cultura marinera, al medio ambiente y al entorno del Parque natural de la Sierra Helada. Estuvo habitado por dos familias hasta principios de la década de 1960 cuando se mecanizó su funcionamiento. Su acceso se realiza a través de una carretera o vía de servicio de 2,5 kilómetros, que fue asfaltada en 1963.